# 圣马尔迪代塞尔
圣马尔迪代塞尔（法語：Saint-Mars-du-Désert，法語發音：[sɛ̃ maʁ dy dezɛʁ] ⓘ）是法国大西洋卢瓦尔省的一个市镇，位于该省北部，属于沙托布里扬-昂斯尼区。

## 地理
圣马尔迪代塞尔（47°21'59"N, 1°24'21"W）面积30.46 平方千米，位于法国卢瓦尔河地区大区大西洋卢瓦尔省，该省份为法国西北部沿海省份，位于布列塔尼半岛东南部，北起伊勒-维莱讷省，西北接莫尔比昂省，西临大西洋，南至旺代省，东临曼恩-卢瓦尔省。
与圣马尔迪代塞尔接壤的市镇（或旧市镇、城区）包括：佩蒂马尔、卡尔克富、勒塞利耶、利涅、卢瓦尔河畔莫沃、埃德尔河畔叙塞。
圣马尔迪代塞尔的时区为UTC+01:00、UTC+02:00（夏令时）。

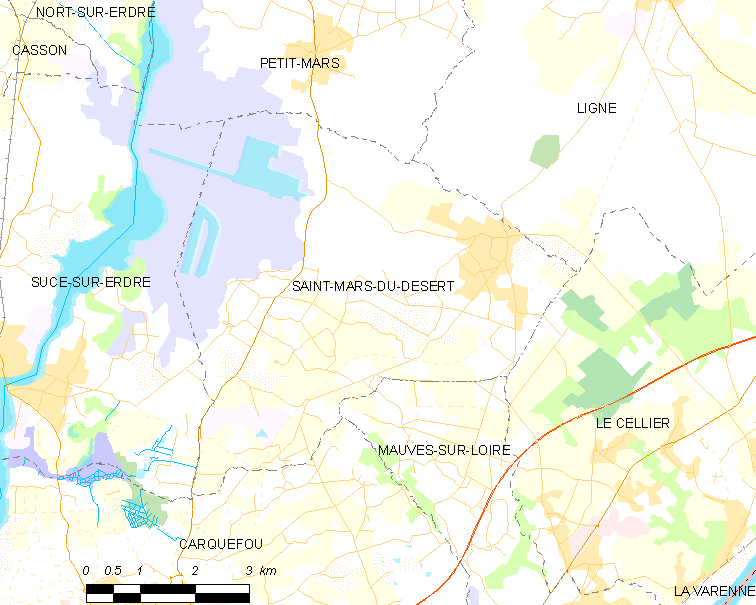
圣马尔迪代塞尔的OSM定位图

## 行政
圣马尔迪代塞尔的邮政编码为44850，INSEE市镇编码为44179。

## 政治
圣马尔迪代塞尔所属的省级选区为埃德尔河畔诺尔县。

## 人口

1962-2008年间圣马尔迪代塞尔人口变化图示

圣马尔迪代塞尔于2022年1月1日时的人口数量为5435人。